# Kovač planina (Monténégro)
Pour les articles homonymes, voir Kovač planina.
La Kovač planina (en serbe cyrillique : Ковач планина) est une montagne du nord du Monténégro. Elle s'élève à une altitude de 1 530 m au pic Strazbenica. Elle est située dans les Alpes dinariques.